# Hünxe
Die Gemeinde Hünxe liegt an der Lippe am unteren Niederrhein und im Nordwesten des Ruhrgebiets in Nordrhein-Westfalen und ist eine kreisangehörige Gemeinde des Kreises Wesel im Regierungsbezirk Düsseldorf. Sie ist Mitglied der Euregio Rhein-Waal.

## Geografie

### Räumliche Lage
Die Gemeinde Hünxe liegt ungefähr 10 km östlich von Wesel, 9 km nördlich von Dinslaken, und 14 km nordwestlich von Bottrop.
Der überwiegende Teil des Gemeindegebiets gehört zum Naturpark Hohe Mark, in dessen Westen sich auch das Naturschutzgebiet Kaninchenberge befindet. Sowohl die Lippe als auch der Wesel-Datteln-Kanal durchqueren das Gemeindegebiet auf je rund 12 km ihres Verlaufs.

### Gemeindegebiet

Karte von Hünxe mit den Ortsteilen

Die Gemeinde Hünxe hat eine Gesamtfläche von 106,80 km². Sie gliedert sich in die sechs Ortsteile Hünxe (5484 Einwohner), Bruckhausen (4024 Einwohner), Bucholtwelmen (461 Einwohner), Drevenack (3413 Einwohner), Gartrop-Bühl (656 Einwohner) und Krudenburg (307 Einwohner).

### Nachbargemeinden/-städte
| Stadt Hamminkeln |                                             | Gemeinde Schermbeck |
| Stadt Wesel      | Kompassrose, die auf Nachbargemeinden zeigt |                     |
| Stadt Voerde     | Stadt Dinslaken                             | Stadt Bottrop       |

## Geschichte
Die erste urkundliche Erwähnung von Hünxe erfolgte 1092 unter dem Namen „de Hungese“.

### Gebietsreform 1975
Am 1. Januar 1975 wurden im Zuge des Zweiten Neugliederungsprogramms die bis dahin selbstständigen Gemeinden Gartrop-Bühl und Hünxe des ehemaligen Amtes Gahlen (Sitz in Hünxe) im früheren Kreis Dinslaken sowie die Gemeinden Drevenack und Krudenburg des ehemaligen Amtes Schermbeck im früheren Kreis Rees zur neuen Gemeinde Hünxe zusammengeschlossen.
Gleichzeitig wurden wesentliche Teile der ehemaligen Kreise Dinslaken, Moers und Rees mit Teilgebieten der Kreise Borken und Recklinghausen zum neuen Kreis Wesel zusammengefügt. Hünxe ist seitdem eine kreisangehörige Gemeinde des Kreises Wesel.

### Brandanschlag 1991
In der Nacht vom 2. auf den 3. Oktober 1991 gab es in Hünxe einen Brandanschlag auf das dortige Asylbewerberheim. Drei Jugendliche warfen nach einer Party Brandsätze in die Wohnung einer libanesischen Familie, bei der besonders die seinerzeit achtjährige Tochter Seynab schwer getroffen wurde. Sie musste noch lange in einer Spezialklinik in Hamburg behandelt werden. Die Täter wurden vom Landgericht Duisburg zu Freiheitsstrafen verurteilt. Einer der Täter nahm sich nach der Tat das Leben.

## Politik

### Bürgermeister
Bürgermeister der Gemeinde Hünxe ist seit 2020 Dirk Buschmann (Parteilos).
| Partei | Kandidat*                 | Stimmen | % (2020) |
| --- | ------------------------- | ------- | -------- |
| | Buschmann, Dirk           | 4.692   | 65,9 %   |
| SPD | Marquard, Volker          | 2.432   | 34,1 %   |
| Gültige Stimmen | Gültige Stimmen           | 7.124   |          |
| Ungültige Stimmen | Ungültige Stimmen         | 193     |          |
| Stimmen Insgesamt | Stimmen Insgesamt         | 7.317   |          |
| Wahlberechtigte Insgesamt | Wahlberechtigte Insgesamt | 11.764  | 62,2 %   |
| Bürgermeisterwahl* 13.09.2020 HünxeWahlbeteiligung von 62,2 % 706050403020100 65,9 %34,1 % Sonst.aSPDbAnmerkungen:a Buschmann, Dirkb Marquard, Volker |                           |         |          |

### Ergebnisse der Kommunalwahlen 2020 in Hünxe
Die Sitze im Stadtrat verteilen sich nach dem Ergebnis der Kommunalwahl 2020 folgendermaßen auf die einzelnen Parteien:
| Partei | Stimmen | % (2020) | % (2014) | +/-     | Sitze (2020) | Sitze (2014) | +/- |
| --- | ------- | -------- | -------- | ------- | ------------ | ------------ | --- |
| CDU | 2.257   | 31,3 %   | 35,8 %   | - 4,5 % | 8            | 9            | - 1 |
| SPD | 2.256   | 31,3 %   | 29,9 %   | + 1,4 % | 8            | 8            | ± 0 |
| Bündnis 90/Die Grünen | 1.035   | 14,3 %   | 8,7 %    | + 5,6 % | 4            | 2            | + 2 |
| EBH | 957     | 13,3 %   | 11,5 %   | + 1,8 % | 3            | 3            | ± 0 |
| FDP | 715     | 9,9 %    | 4,9 %    | + 5,0 % | 3            | 1            | + 2 |
| UWH | 0       | 0,0 %    | 6,2 %    | - 6,2 % | 0            | 2            | - 2 |
| Schüring, Wolfgang | 0       | 0,0 %    | 3,1 %    | - 3,1 % | 0            | 1            | - 1 |
| Gültige Stimmen | 7.220   |          |          |         |              |              |     |
| Ungültige Stimmen | 119     |          |          |         |              |              |     |
| Stimmen Insgesamt | 7.339   |          |          |         | 26           | 26           | ± 0 |
| Wahlberechtigte Insgesamt | 11.764  | 62,4 %   | 60,5 %   | + 1,9 % |              |              |     |
| Ratswahl 13.09.2020 HünxeWahlbeteiligung von 62,4 % 403020100 31,3 %31,3 %14,3 %13,3 %9,9 %n. k. %n. k. % CDUSPDGrüneEBHdFDPUWHfSonst.gGewinne und Verlusteim Vergleich zu 2014 %p 6 4 2 0 −2 −4 −6 −8−4,5 %p+1,4 %p+5,6 %p+1,8 %p+5,0 %p−6,2 %p−3,1 %pCDUSPDGrüneEBHFDPUWHSonst.Anmerkungen:d Engagierte Bürger Hünxef Unabhängige Wählergemeinschaft Hünxeg Schüring, Wolfgang |         |          |          |         |              |              |     |
| Sitzverteilung Ratswahl 13.09.2020 HünxeInsgesamt 26 Sitze - SPD: 8 - Grüne: 4 - CDU: 8 - FDP: 3 - Sonst.: 3 Sonstige: (3 Sitze) > „EBH“ = 3 Sitze |         |          |          |         |              |              |     |

### Wappen, Banner, Flagge und Logo
Der Gemeinde Hünxe ist mit Urkunde des Regierungspräsidenten in Düsseldorf vom 9. Juni 1976 das Recht zur Führung eines Wappens, eines Siegels, eines Banners und einer Flagge verliehen worden. Die Gemeinde benutzt außerdem ein Logo.

Wappen
Wappen der ehem. Gemeinde Drevenack
Wappen der ehem. Gemeinde Gartrop-Bühl
Wappen des ehem. Amtes Gahlen
Banner
Flagge
Logo
Altes Logo bis Juni 2021

Blasonierung: „Im geteilten Schild oben in Blau ein liegender links gerichteter goldener (gelber) Pfeil, überhöht von einem achtstrahligen goldenen (gelben) Stern; unten in Rot ein halbes silbernes (weißes) Schildchen an der Teilungslinie, überlegt mit einer halben goldenen (gelben) Lilienhaspel.“
In seiner oberen Hälfte vereinigt der Schild des Wappens die Attribute der Heiligenfiguren der spätmittelalterlichen Schöffensiegel der Gemeinden Hünxe und Drevenack. Das Hünxer Schöffensiegel von 1456 zeigt im Schild die sitzende Figur des heiligen Suitbertus im Bischofsgewande, in der Linken einen Bischofsstab, in der Rechten einen Stern mit acht Strahlen haltend. Das Schöffensiegel von Drevenack zeigt im geteilten Schild oben das Brustbild des St. Sebastianus mit Pfeil und Bogen. Statt der Figuren der Heiligen sind ihre Attribute im Wappen aufgenommen worden. Der achtstrahlige Stern symbolisiert den Heiligen Suitbertus und der Pfeil den Heiligen Sebastianus. Die beiden Heiligen sind die Patrone der Pfarrkirchen Hünxe und Drevenack. Die untere Hälfte des Schildes enthält das halbe altklevische Wappen und ist auch dem bisherigen Amtswappen des Amtes Gahlen und dem bisherigen Wappen der Gemeinde Drevenack nachgebildet.
Banner: Rot-Gelb-Rot im Verhältnis 1 : 4 : 1 längsgestreift mit dem Wappenschild der Gemeinde im ersten Drittel auf der gelben Bahn.
Hissflagge: Rot-Gelb-Rot im Verhältnis 1 : 4 : 1 längsgestreift (gemeint ist quergestreift) mit dem zur Stange hin verschobenen Wappenschild der Gemeinde auf der gelben Bahn.

## Bildung
In Hünxe sowie den Ortsteilen Drevenack und Bruckhausen gibt es drei Grundschulen. Die Gesamtschule Hünxe ist die einzige weiterführende Schule im Ort, die 1998 aus der Gemeinschaftshauptschule Hünxe hervorging. Außerdem befindet sich in Hünxe die Förderschule des Kreises Wesel mit dem Förderungsschwerpunkt geistige Entwicklung.
Die Städte Dinslaken und Voerde sowie die Gemeinde Hünxe sind Träger des gemeinsamen Volkshochschul-Zweckverbands mit einem umfangreichen Weiterbildungsangebot.

## Kultur und Sehenswürdigkeiten
Im Rathaus werden 400 Jahre alte Wolfsnetze aufbewahrt, die lange Zeit in der evangelischen Kirche hingen. In den 1990er Jahren zogen sie ins Foyer des Rathauses um. Die Länge der aus Hanf bestehenden Netze beträgt 200 m, bei einer Höhe von 2 m und einem Gesamtgewicht von 300 kg. Bis ins 19. Jahrhundert wurden diese für die Wolfsjagd aufgestellt. Die Wolfsjagd war für die Dorfbewohner verpflichtend. Sie wurden dazu mit Kirchenglocken und der Wolfstrommel aufgerufen, sobald ein Wolf gesichtet wurde.
- Evangelische Kirche Hünxe
- Otto-Pankok-Museum im Haus Esselt
- Heimatmuseum
- Schloss Gartrop
- Ruhrpott Rodeo, eines der größten Punk-Rock-Musikfestivals in Deutschland, findet jährlich im Hochsommer statt

Ev. Kirche
Rathaus
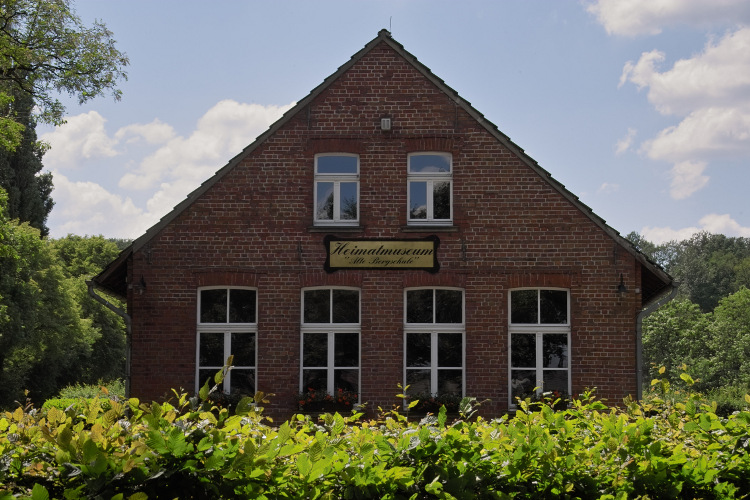
Heimatmuseum „Alte Bergschule“
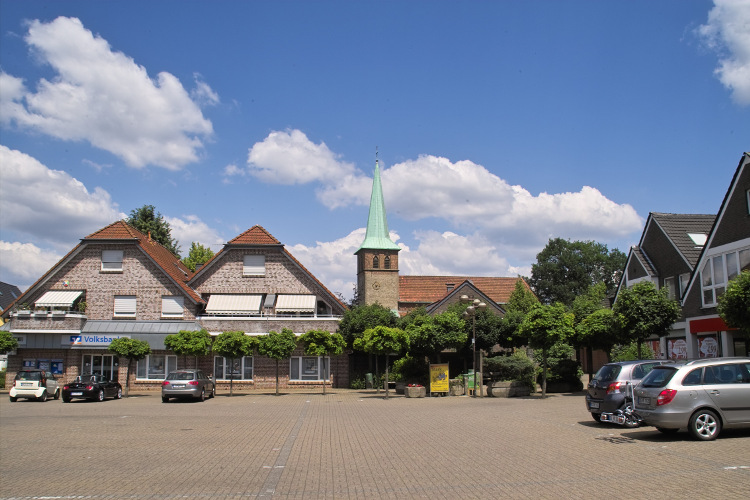
Marktplatz
Schleuse am Wesel-Datteln-Kanal
Lippe bei Hünxe-Krudenburg
Landschaft im Norden der Gemeinde
Dorfkern von Krudenburg

## Verkehrsinfrastruktur
Durch Hünxe-Drevenack verlief die Bahnstrecke Haltern–Venlo (Teil der Hamburg-Venloer Bahn) und besaß in Peddenberg/heute Drevenack einen Bahnhof.
Heute ist Hünxe im Schienenpersonennahverkehr
aus dem nördlichen Gemeindegebiet an den Bahnhof Wesel und aus dem südöstlichen Gemeindegebiet an den Bahnhof Dinslaken angebunden. Beide Bahnhöfe sind im Straßenpersonennahverkehr mit der Schnellbuslinie SB 3 von Wesel über Hünxe nach Dinslaken, der Bahnhof Dinslaken zusätzlich mit der Linie 71 und der Bahnhof Wesel zusätzlich mit der Schnellbuslinie SB 21 von Wesel über Hünxe nach Schermbeck zu erreichen. Für den gesamten Öffentlichen Personennahverkehr (ÖPNV) gilt der Tarif des Verkehrsverbundes Rhein-Ruhr (VRR) und tarifraumüberschreitend der NRW-Tarif.
Hünxe ist durch die A 3 (E 35) und die B 58 an das Fernstraßennetz angebunden. An der A 3 gibt es die Autobahnraststätte Hünxe und die dortige Autobahnpolizeieinheit Hünxe.
Ebenfalls innerhalb des Gemeindegebiets liegt der Verkehrslandeplatz Dinslaken/Schwarze Heide.

## Regelmäßige Veranstaltungen
Seit 2003 gibt es das Rock and Bike Festival in Hünxe. Veranstaltet wird dies von „Freeway“ Verein zur Kulturförderung Niederrhein e. V. Neben einem großen Bikertreff und der Händlermeile findet auf einer Bühne ein zweitägiges Musik-Programm mit Bandcontest für Nachwuchsmusiker ist ebenfalls mit von der Partie.
Von 2007 bis 2011 fand auf den Wiesen um den Flugplatz Dinslaken/Schwarze Heide das Festival Death Feast Open Air statt, bei dem bedeutende Bands der Death-Metal- und Grindcore-Szene wie Krisiun, Napalm Death und Aborted auftraten.
Am selben Ort findet seit 2008 jeweils zu Pfingsten das Punk-Rock-Festival Ruhrpott Rodeo statt, bei dem Bands aus dem In- und Ausland auftreten. Unter anderem spielten bislang dort WIZO, Slime, Bad Religion, Millencolin, Turbonegro und Die Kassierer. Das Ruhrpott-Rodeo hatte 2010 einen sprunghaften Anstieg auf 7500 Besucher.

## Persönlichkeiten
Zu bekannten gebürtigen und mit der Gemeinde Hünxe verbundene Persönlichkeiten gehören Personen aus Geschichte und Religion, Kunst und Kultur, sowie Militär, Sport, Wirtschaft, Wissenschaft und Politik, wie Reimar Gilsenbach (1925–2001), Schriftsteller, Umwelt- und Menschenrechtsaktivist oder Gabriele Cirener (* 1966), Richterin am deutschen Bundesgerichtshof. Eine vollständige Liste, inklusive Bürgermeister und Ehrenbürger, findet sich im Hauptartikel.